# Peter et Elliott le dragon (film, 2016)
Pour l’article homonyme, voir Peter et Elliott le dragon.
Pour plus de détails, voir Fiche technique et Distribution.
Peter et Elliott le Dragon (Pete's Dragon) est un film fantastique américain réalisé par David Lowery et sorti en 2016. Il s'agit du remake du film homonyme sorti en 1977.
Il met en scène monsieur Meacham qui est un vieux sculpteur sur bois. Depuis longtemps, il prend un grand plaisir à raconter des histoires de dragons aux enfants du quartier.  Mais sa fille, Grace, est persuadée que toutes ses histoires ne sont que des contes pour gamins… jusqu'au jour où elle fait la rencontre d'un mystérieux petit orphelin de 10 ans, nommé Peter. Celui-ci affirme vivre dans les bois avec un dragon géant baptisé Elliott. Étonnamment, la description qu'il en donne correspond parfaitement à celle qu'en fait le père de Grace dans ses histoires. Avec l’aide de la jeune Natalie — la fille de Jack, le propriétaire de la scierie — Grace cherche à en savoir plus sur Peter, de ses origines à son lieu de vie, et à percer le secret de son incroyable histoire.

## Synopsis
En 1977, Peter Healy, 5 ans, est en voyage avec ses parents lorsque leur voiture quitte la route après avoir failli heurter un cerf. Les parents de Peter sont morts sur le coup, mais il survit et est pris en chasse dans la forêt par une meute de loups, puis sauvé par un énorme dragon aux ailes, à la fourrure verte et aux yeux jaunes. Peter et le dragon se lient rapidement d'amitié : Peter nomme le dragon Elliott, d'après le nom du chiot perdu dans son livre préféré, et Elliot devient le protecteur personnel de Peter.
Six ans plus tard, en 1983, Peter, 10 ans, aperçoit une équipe de bûcherons en train de couper des arbres près de chez lui. Natalie, la fille du contremaître Jack, le repère et le poursuit. Lorsqu'elle chute accidentellement d'un arbre, ses cris attirent son père Jack et sa petite amie, la garde forestière Grace Meacham. Peter essaie de s'enfuir, mais Gavin, le frère pragmatique de Jack, l'assomme accidentellement. Après avoir réalisé que Peter a disparu, Elliott part à sa recherche et finit par renverser un arbre près du camp de bûcherons, conduisant Gavin à organiser une partie de chasse pour le retrouver. Pendant ce temps, Peter se réveille dans un hôpital local. Il s'échappe et tente de retourner dans la forêt.
Gavin et ses hommes localisent la cabane dans les arbres de Peter et Elliott, mais lorsqu'ils essaient de la fouiller, Elliott leur apparaît et les effraie. Il les suit en ville pour essayer de retrouver Peter. Quand il aperçoit Peter s'installer et rire avec la famille de Grace, il s'en va, triste d'avoir perdu son ami. Peter donne à Grace un dessin d'Elliott, présente Peter à son père et lui raconte que son père, Meacham, dit avoir découvert le même dragon que lui. Il lui conseille de faire confiance à Peter et de retrouver Elliott.
Le lendemain, Peter, Grace, Natalie et Meacham se rendent dans la forêt pour y rencontrer Elliott. Un groupe de chasseurs dirigé par Gavin surprend Elliott et lui tire dessus avec des fléchettes tranquillisantes, puis l'enferme dans l'entrepôt de Jack. Avant que les autorités ne puissent inspecter le dragon, Peter et Natalie le libèrent de ses chaînes et s'échappent sur un camion de bûcherons avec Meacham.
En colère, Gavin fait installer un barrage routier sur le pont pour les arrêter. Quand Elliott tente de voler, il s'écrase sur le camion, endommageant ses freins et il traverse la barricade. Confus et effrayé, Elliott se perche au sommet du pont et commence à cracher du feu sur la police. Le pont commence à s'effondrer sous la chaleur intense, faisant tomber le camion de Grace et Jack. Gavin abandonne alors son attaque et tente de les sauver de la mort. Elliott émerge du ravin avec Grace et Jack sur le dos en toute sécurité. À l'approche d'un hélicoptère de lutte contre les incendies, Peter s'enfuit avec Elliott dans les bois.
Peter supplie Elliott de le laisser rester afin qu'il puisse le protéger de ses agresseurs, tout comme Elliott l'a protégé. Cependant, Elliott conclut que tant qu'ils resteront proches l'un de l'autre, Peter sera toujours en danger. Il tend le livre de Peter à Peter lui-même pour l'encourager à revenir rester avec Grace, Natalie et Jack. Peter est réticent et s'inquiète pour la sécurité d'Elliott, mais fait finalement confiance au jugement du dragon. Après une étreinte très larmoyante, Elliott retourne dans les montagnes et Peter revient vivre avec Grace, Natalie et Jack, sa nouvelle famille.
Dans les années qui suivent, Grace et Jack se marièrent et adoptent Peter comme leur propre fils. Non seulement Elliott a lentement disparu de la mémoire de la ville, mais Gavin a appris à être plus scrupuleux. Peter et sa nouvelle famille partent finalement en vacances et aperçoivent à travers leur voiture qu'Elliott est enfin réuni avec ses compagnons dragons.

## Fiche technique
- Titre original : Pete's Dragon
- Titre français : Peter et Elliott le Dragon
- Réalisation : David Lowery
- Scénario : David Lowery et Toby Halbrooks
- Direction artistique : Ken Turner
- Décors : Jade Healy
- Costumes : Amanda Neale
- Photographie : Bojan Bazelli
- Montage : Lisa Zeno Churgin
- Musique : Daniel Hart
- Production : James Whitaker
  - Producteurs délégués : Barrie M. Osborne
- Sociétés de production : Walt Disney Pictures et Whitaker Entertainment
- Sociétés de distribution : Walt Disney Studios Motion Pictures International
- Pays d'origine :  États-Unis
- Langue originale : anglais
- Format : couleur
- Genre : Fantastique, aventure
- Durée : 102 minutes
- Dates de sortie :
  - Royaume-Uni : 31 juillet 2016 (première à Londres)
  - États-Unis : 12 août 2016
  - France : 17 août 2016
- Sortie DVD / Blu-ray : 17 décembre 2016

## Distribution
- Oakes Fegley (VF : Corentin Le Boursicaud ; VQ : Matis Ross) : Peter
- Bryce Dallas Howard (VF : Barbara Beretta ; VQ : Mélanie Laberge) : Grace Meacham
- Oona Laurence (VF : Juliette Gesteau ; VQ : Marine Guérin) : Natalie
- Wes Bentley (VF : Benjamin Penamaria ; VQ : Patrice Dubois) : Jack
- Karl Urban (VF : Marc Arnaud ; VQ : Frédéric Paquet) : Gavin
- Robert Redford (VF : Samuel Labarthe ; VQ : Jean-François Blanchard) : M. Meacham
- Steve Barr (VF : Constantin Pappas) : l'adjoint Smalls
- Isiah Whitlock Jr. (VF : Jean-Paul Pitolin ; VQ : Thiéry Dubé) : Shérif Gene Dentler
- Marcus Henderson (VF : Namakan Koné ; VQ : Fayolle Jean Jr.) : Woodrow
- Aaron Jackson (VF : Grégory Quidel ; VQ : Christian Perrault) : Abner
- Esmée Myers (VF : Léovanie Raud) : la mère de Peter
- Gareth Reeves (VF : Thibaut Lacour) : le père de Peter

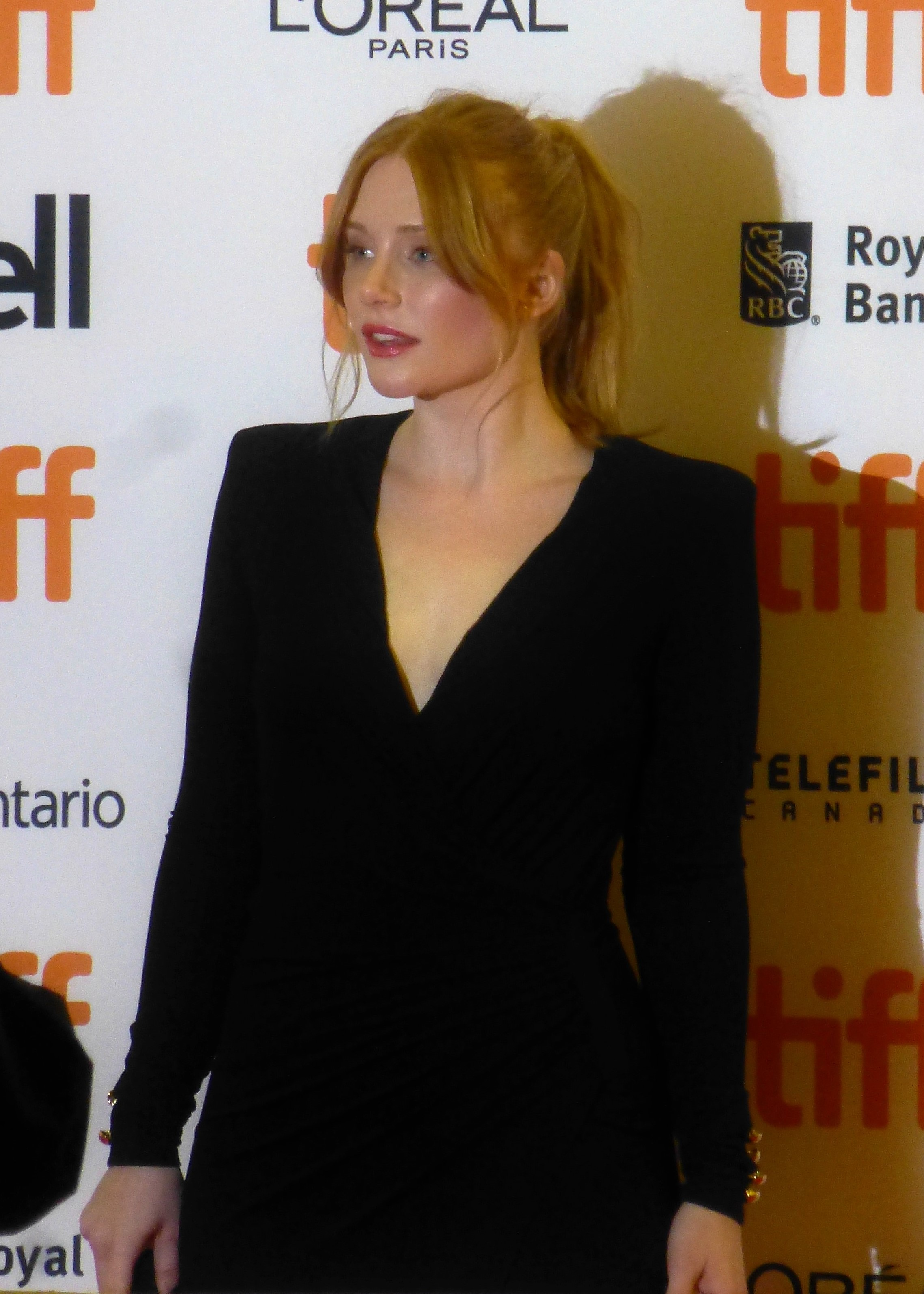
L'actrice principale Bryce Dallas Howard à la première du film au TIFF 2016.

 Source et légende : version française (VF) sur RS Doublage et selon le carton du doublage français sur le DVD zone 2 ; version québécoise (VQ) sur Doublage.qc.ca

## Production
En 2010, Walt Disney Pictures se lance dans un projet créatif à long terme de produire des remakes de ses longs métrages d'animation. Dans le contexte des nombreux projets de remakes, le 19 mars 2013, David Lowery est engagé par Disney comme scénariste avec son partenaire Toby Halbrooks et le producteur Jim Whitaker pour une nouvelle adaptation de Peter et Elliott le dragon (1977) mais qui ne sera pas une comédie musicale. Ce projet est étonnant parmi la liste des remakes de grands classiques comme Alice au pays des merveilles (2010), Maléfique (2014), Le Livre de la jungle (2016) ou Mulan, le journaliste Mike Fleming écrit même que « celui-là je ne l'ai pas vu venir. »
L'action du film doit se dérouler le Nord-Ouest Pacifique au début des années 1980 et non plus dans le nord de la Nouvelle-Angleterre dans les années 1900 comme pour le film de 1977,.

### Tournage
Fin 2014, Disney signe des contrats pour filmer les scènes en prise de vues réelles avec des caméras Panavision Panaflex tandis que le dragon Elliott doit être animé par Weta Digital grâce à des effets spéciaux numériques et non plus de l'animation traditionnelle,.
Le 20 novembre 2014, le studio Disney annonce le tournage en Nouvelle-Zélande de janvier à avril 2015 du remake de Peter et Elliott le dragon (1977) avec de vrais acteurs,.
Le tournage du film est effectué dans la baie de l'Abondance, à Taupo et à Wellington tandis que les effets spéciaux sont réalisés aux Stone Street Studios. Le 10 février 2015, David Lowery confirme le début du tournage en Nouvelle-Zélande,,. Les prises de vues sont réalisées dans et autour de Wellington et de Rotorua avant d'aller à Tapanui pour utiliser le décor de l'ancien moulin de Blue Mountain Lumber, tandis que la rue principale est converti en Millhaven pour  deux semaines,. Le tournage s'achève le 30 avril 2015.

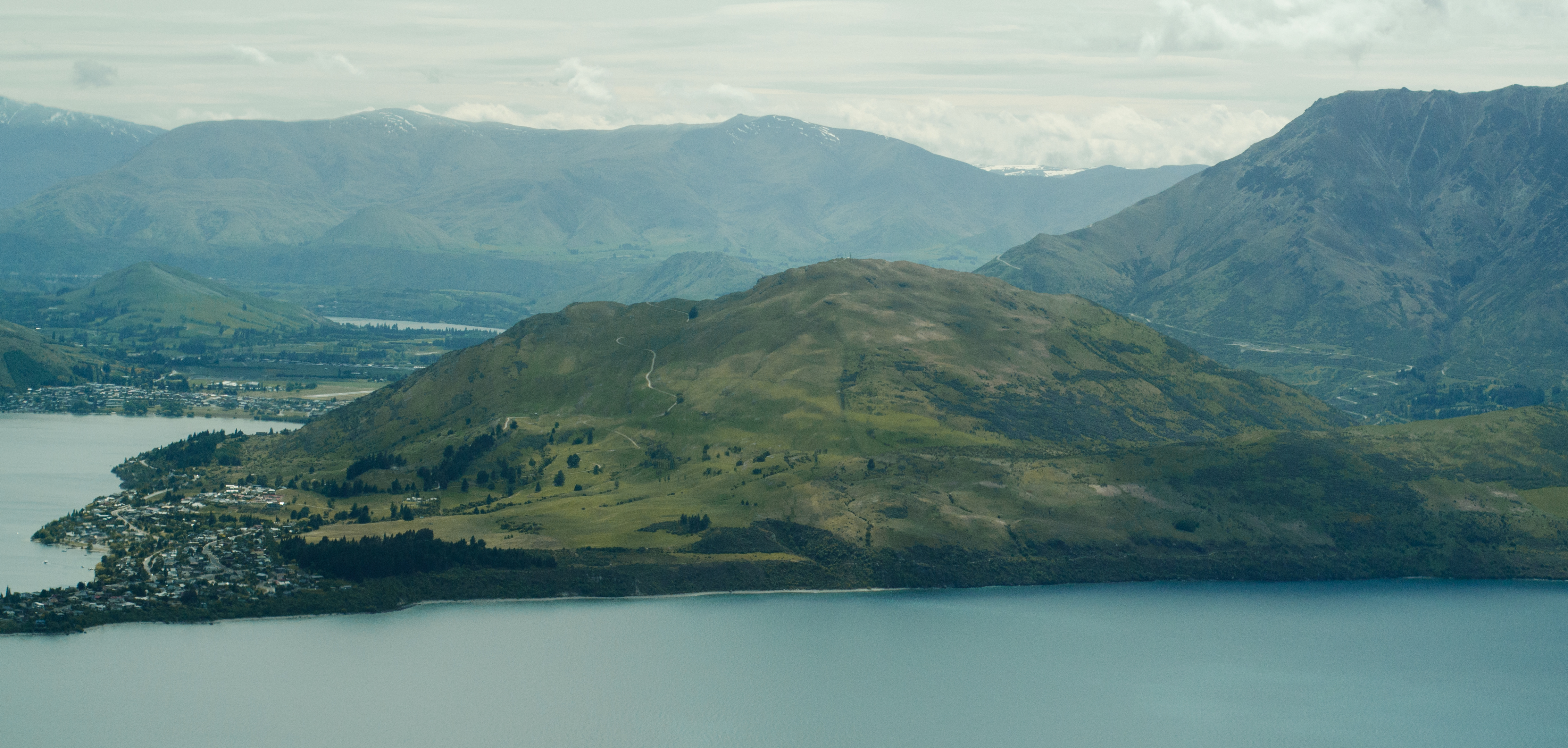
Deer Park Heights
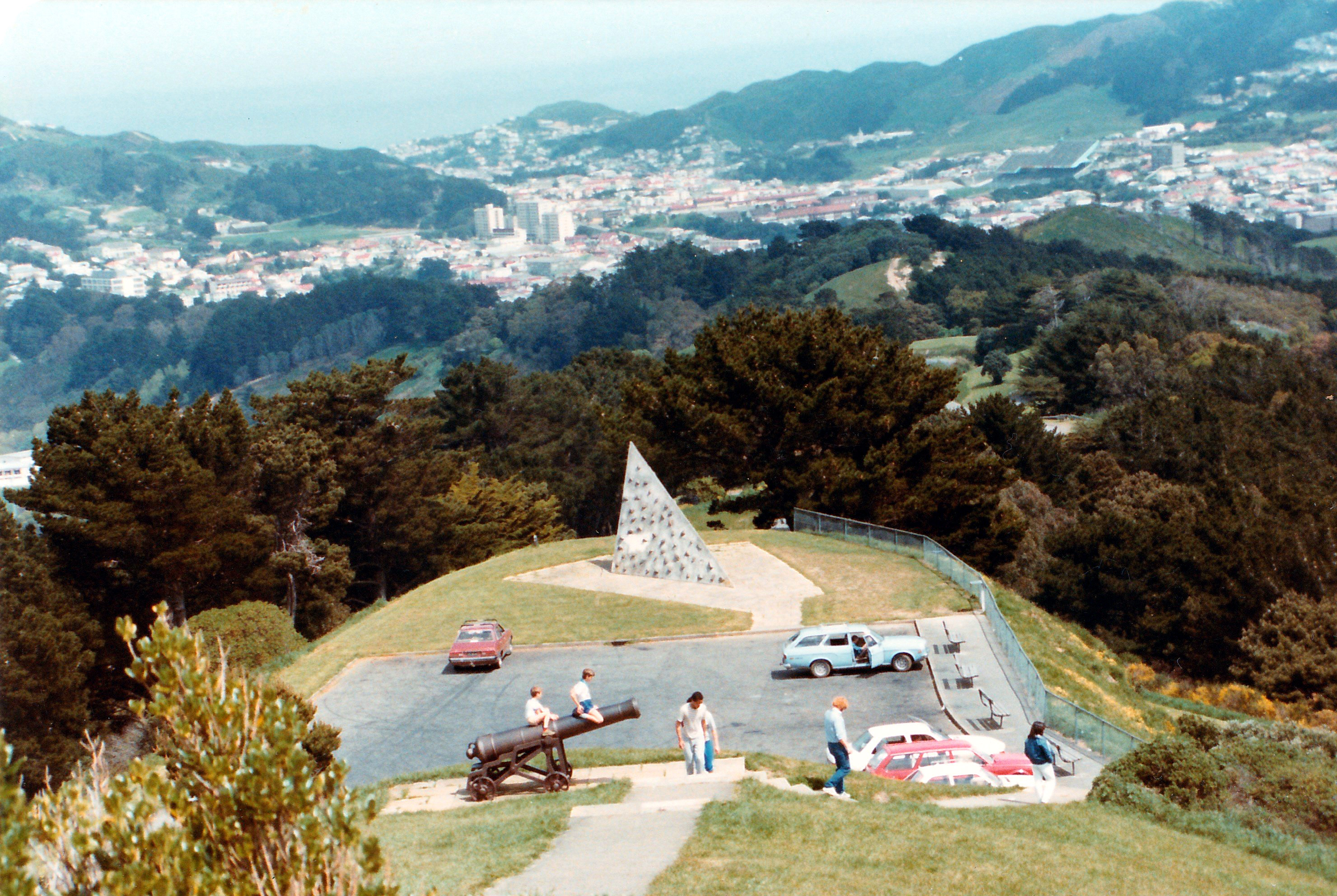
Panorama du Mount Victoria
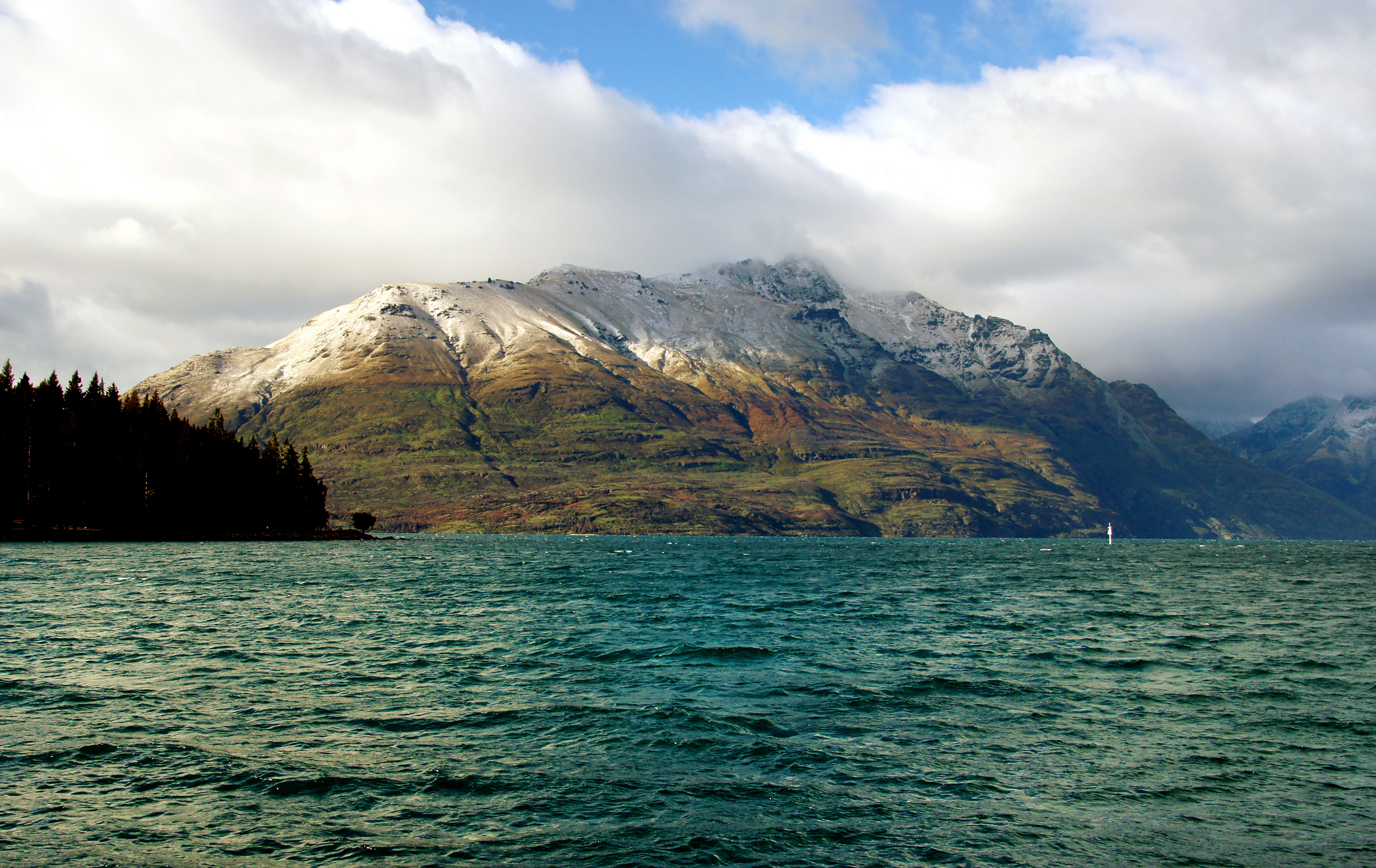
Le Lac Wakatipu et le Pic Cecil

### Choix des interprètes et de l'équipe
Le 19 septembre 2014, Disney engage les acteurs  Oakes Fegley et Oona Laurence pour interpréter Peter et Natalie. Le 2 octobre 2014, Barrie M. Osborne est nommé producteur exécutif sur le film.
Le 16 octobre 2014, Robert Redford  débute des pourparlers pour interpréter un conteur local qui se souvient avoir vu un dragon dans les bois. Le 20 novembre 2014, Bryce Dallas Howard est pressentie pour un rôle féminin principal, un garde forestier qui découvre le jeune garçon mais ne croit pas dans l'histoire du dragon. Le 7 janvier 2015, Wes Bentley rejoint la distribution. Le 9 janvier 2015, Michael C. Hall est aussi ajouté à la distribution. Le 29 janvier 2015, Michael C. Hall est remplacé par Karl Urban.

## Bande originale
À l'origine, le compositeur primé aux Oscars Howard Shore avait été choisi pour écrire la musique du film mais il a été remplacé pendant la post-production par Daniel Hart Ce dernier avait déjà travaillé avec le réalisateur Lowery sur d'autres films, notamment Les Amants du Texas (2013).
La bande originale a été publiée le 12 août 2016 par Walt Disney Records. Elle contient une version réenregistrée par Okkervil River de Candle on the Water, seule chanson reprise du film de 1977, mais qui n'apparaît pas dans le film.

## Accueil

### Box office
| Pays          | Box-office        |
| ------------- | ----------------- |
| Monde         | 143 695 338 $     |
| États-Unis    | 76 233 151 $      |
| International | 67 462 187 $      |
| France        | 1 743 242 entrées |